# فرودگاه جهی
فرودگاه جهی (به انگلیسی: Jeh Airport) یک فرودگاه با کد یاتا JEJ است که یک باند فرود چمن دارد و طول باند آن ۱۱۵۸ متر است. این فرودگاه در کشور جزایر مارشال قرار دارد .